# Between Life and Death
Between life and death è un singolo della cantante svedese Jennie Tebler, pubblicato l'25 settembre 2006 dalla Black Mark Records. Le musiche sono state suonate e composte da Quorthon.

## Tracce
1. Between life and death – 4:23
2. Never stop crying – 4:30

## Formazione
- Jennie Tebler - voce
- Quorthon - Tutti gli strumenti